# Ludwig Kübler

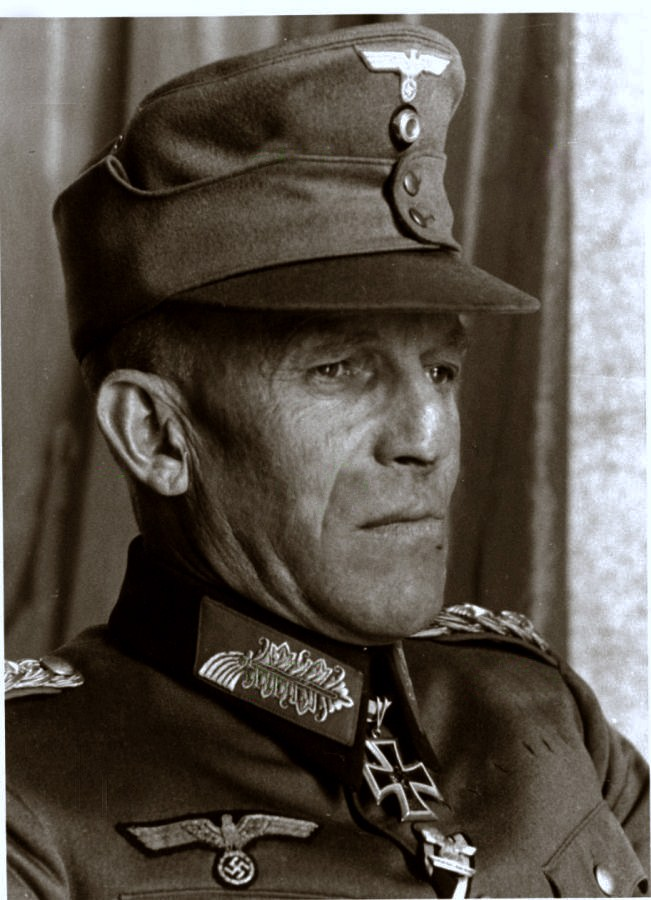
General Ludwig Kübler (nach 1939)

Ludwig Kübler (* 2. September 1889 in Unterdill, heute München; † 18. August 1947 in Ljubljana) war ein deutscher General der Gebirgstruppe im Zweiten Weltkrieg. Er gilt als Organisator der Gebirgstruppe und durchlief während der ersten Phase des Krieges eine überdurchschnittliche Laufbahn, bevor er Anfang 1942 bei Hitler in Ungnade fiel, weil er die in ihn gesetzten Erwartungen als Armeeführer nicht erfüllte. In der zweiten Hälfte des Krieges befehligte er Verbände in der Partisanenbekämpfung. Im Mai 1945 geriet er in jugoslawische Kriegsgefangenschaft und wurde schließlich wegen seiner drakonischen Maßnahmen während des Ostfeldzuges und seiner auf dem Balkan begangenen Kriegsverbrechen zum Tode durch den Strang verurteilt und hingerichtet. Eine 1995 verfasste Studie des Militärgeschichtlichen Forschungsamtes bescheinigte Kübler eine „äußerst positive Einstellung zum Nationalsozialismus“ sowie „überzogene Härte und Brutalität“, was die Umbenennung einer nach ihm benannten Kaserne zur Folge hatte.

## Person und Persönlichkeit

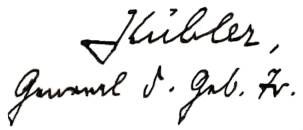
Unterschrift Küblers (1945)

Über Küblers Privatleben ist nur wenig bekannt. Mit seiner Ehefrau Johanna hatte er zwei Töchter (Elisabeth und Marianne) und lebte mit seiner Familie in München. Ein enges Verhältnis schien ihn nur mit seinem Burschen Hans Dauerer zu verbinden, der ihn von 1939 bis 1945 auch im Privatleben begleitete. Kübler galt als eine „schwierige Persönlichkeit“. Einerseits beschäftigte er sich ausführlich mit Geschichte, war ein guter Cellist und beeindruckte seine Mitmenschen durch körperliche Kraft und Fitness. Andererseits reagierte er empfindlich auf Kritik und duldete keinen Widerspruch von Untergebenen. Dabei zeigte er sich eigensinnig, dogmatisch und hatte „heftige Umgangsformen“. Wegen einer Verwundung im Ersten Weltkrieg war sein Gesicht durch große Narben entstellt.
Eine kurze Charakterisierung von Ludwig Kübler hinterließ auch dessen langjähriger Bekannter Wolfgang Bernklau. Dieser beschrieb ihn als „hagere Gestalt, mittlere Größe (175 cm)“, seine Sprache sei „bestimmt, schneidend, apodiktisch, unmelodisch“ gewesen. Kübler sei voll berufsbedingter Klischees und Vorurteile gewesen und habe scharfe Selbstkritik geübt. Er sei außerdem „verschlossen, nachtragend und nicht gesellig“ gewesen. Alles in allem ein distanzierter und autoritärer Offizier. „Spürbare menschliche Wärme, nachsichtiges, verzeihendes Vergessen waren ihm fremd. Als Vorgesetzter und auch als Gerichtsherr mit gnadenentscheidender Zuständigkeit zog er unnachsichtige Strenge vor.“ Deshalb sei er von seinen Untergebenen eher gefürchtet worden. Er war wenig auf ein kameradschaftliches Verhältnis bedacht und zog sich aus Gesprächen zurück, die nicht von Militär oder Krieg handelten.
Kübler war in seinen frühen Lebensjahren wohl eher dem konservativ-nationalen Lager zuzuordnen, bis er ab 1933 in näheren Kontakt zur SA und NSDAP kam. Ab diesem Zeitpunkt begann er sich zunehmend mit Hitler und dessen Bewegung zu identifizieren und zählte schon bald zu den Nationalsozialisten im Offizierskorps der Wehrmacht. So unterschrieb er seine Befehle während des ganzen Krieges mit „Heil Hitler“ oder „Heil dem Führer“, dem Angriffsbefehl seiner Division gegen Frankreich 1940 gab er den Decknamen „Der Führer“. Dies alles zu einer Zeit, in der die Masse der Offiziere ihre Grußformeln noch auf das militärisch Normale beschränkten. In seinem Feldlager befanden sich zudem stets die Fahne der Bewegung und ein Bild des „Führers“. Auch traf er Maßnahmen, um die Gebirgstruppe im nationalsozialistischen Sinn zu indoktrinieren. Diese positive Einstellung gegenüber dem Nationalsozialismus bewahrte Kübler auch in der Kriegsgefangenschaft. So berichtete Generalmajor Gerhard Henke später über ein Treffen zwischen Wehrmachtgeneralen und Vertretern der Antifa in der jugoslawischen Gefangenschaft, bei dem Generalleutnant Wolfgang Hauser feststellte, dass „der Nationalsozialismus für unser Vaterland und Volk ein großes Unglück gewesen sei“. Kübler verließ daraufhin demonstrativ die Besprechung.

## Biografie

### Jugend und frühe Laufbahn
Ludwig Kübler wurde 1889 in Unterdill bei München als Sohn des Arztes Wilhelm Kübler und dessen Ehefrau Rosa, geb. Braun geboren. Er hatte sechs Brüder, u. a. Josef Kübler, und zwei Schwestern. Im Jahre 1895 wurde Kübler in die Volksschule von Forstenried eingeschult, die er nach drei Jahren verließ, um in München seinen Abschluss zu machen. Von 1895 bis 1902 besuchte Kübler das Progymnasium des Klosters Schäftlarn und anschließend das Rosenheimer Gymnasium und das humanistische Münchener Ludwigsgymnasium. Seinen Abschluss machte er 1908 in allen Fächern mit der Note 1.
Obwohl ihm nach seinem Schulabschluss der Eintritt in das renommierte Maximilianeum offenstand, entschied sich Kübler für eine Karriere im Militär und trat am 20. Juli 1908 als Fahnenjunker in das 15. Infanterie-Regiment ein. Nach seiner Beförderung zum Fähnrich besuchte er vom 1. Oktober 1909 bis zum 14. Oktober 1910 die Kriegsschule in München und schloss sie als Fünftbester von 166 Teilnehmern seines Jahrgangs ab. Mit Wirkung zum 23. Oktober 1910 erhielt er das Patent zum Leutnant. In den folgenden Jahren nahm Kübler an verschiedenen Lehrgängen mit Schwerpunkt im Maschinengewehr-Einsatz teil und wurde von seinem Vorgesetzten Oberst Ludwig Tutschek zur Organisation der Mobilmachungspläne seines Regiments herangezogen.
Zu Beginn des Ersten Weltkrieges wurde das 15. Infanterie-Regiment „König Friedrich August von Sachsen“ an die Westfront verlegt, wo es im August und September 1914 an den Kämpfen in Lothringen und um Saint-Quentin beteiligt war. Kübler, zu diesem Zeitpunkt Zugführer in der Maschinengewehr-Kompanie, erlitt am 24. September bei Lassigny eine schwere Verletzung durch Granatsplitter, welche eine auffällige große Narbe in seinem Gesicht hinterließ. Obwohl die Verletzung noch nicht ganz ausgeheilt war, kehrte er bereits am 13. Januar 1915 zu seinem Regiment zurück, das zu dieser Zeit an der Somme kämpfte. In diesen ersten Monaten an der Front erwarb Kübler das Eiserne Kreuz II. und I. Klasse (16. September bzw. 17. November 1914).
Ab dem 21. September 1915 diente er als Adjutant seines Regimentes und blieb es den größten Teil des Krieges über. Das Regiment wurde 1916 unter anderem in der Schlacht um Verdun sowie in der Schlacht an der Somme eingesetzt. Da Kübler inzwischen hauptsächlich mit Stabsarbeit beschäftigt war, erhielt er im Oktober 1917 im Stab der 2. Infanterie-Division eine improvisierte Generalstabsausbildung unter Kriegsbedingungen. Danach führte er vom 25. Januar bis zum 31. März 1918 die 1. Maschinengewehr-Kompanie seines Stammregimentes. Anschließend übernahm Kübler bis zum 11. April die Maschinengewehr-Scharfschützenabteilung 2. Nach einer kurzzeitigen Versetzung zum II. Bataillon des 12. bayerischen Infanterieregiments wurde ihm am 26. Juni 1918 erneut die Führung der 1. Maschinengewehr-Kompanie im 15. Infanterie-Regiment übertragen. Schon im Juli stieg er zum stellvertretenden Kommandeur des II. Bataillons auf. Die 1914 erlittene Wunde brach jedoch erneut auf, so dass sich Kübler wieder ins Lazarett begeben musste. Er beendete den Krieg als stellvertretender Kommandeur des II. Bataillons im Rang eines Hauptmanns und wurde sowohl mit dem Bayerischen Militärverdienstorden IV. Klasse mit Schwertern und Krone als auch mit dem Ritterkreuz II. Klasse des Sächsischen Albrechts-Ordens mit Schwertern ausgezeichnet. Während des Krieges waren drei seiner Brüder gefallen.

### Karriere in Reichswehr und Wehrmacht
Beförderungen
- 16. Oktober 1908 Fahnenjunker
- 20. Februar 1909 Fähnrich
- 23. Oktober 1910 Leutnant
- 9. Juli 1915 Oberleutnant
- 18. August 1918 Hauptmann
- 1. August 1928 Major
- 1. April 1932 Oberstleutnant
- 1. Juli 1934 Oberst
- 1. Januar 1938 Generalmajor
- 1. Dezember 1939 Generalleutnant
- 1. August 1940 General der Infanterie
- 24. November 1941 General der Gebirgstruppen
(lediglich Umbenennung des vorherigen Dienstgrads)

Zum Zeitpunkt des Waffenstillstandes von Compiègne (11. November 1918) lag Kübler im Reservelazarett in Erlangen. Nach seiner Entlassung übernahm er am 16. Februar 1919 die Heimatschutz-Kompanie des 15. bayerischen Infanterie-Regimentes. Mit dieser beteiligte er sich neben dem Freikorps Epp und anderen Truppen an der blutigen Niederschlagung der Münchner Räterepublik. Dabei nahm er an den Kämpfen in Augsburg vom 20. bis 23. April und der Besetzung des Allgäus teil. In einer Beurteilung seines Vorgesetzten wurde Kübler im August 1919 erstmals als „kaltblütig und unerschrocken“ charakterisiert.
Nach weiteren kurzfristigen Verwendungen als Adjutant und Ordonnanzoffizier verschiedener Einheiten (Infanterie-Führer 21 und 22) erhielt Kübler am 15. Oktober 1919 eine Planstelle als Chef der 10. (Gebirgsjäger-)Kompanie des III. (Gebirgsjäger-)Bataillons im Reichswehr-Schützen-Regiment 42 in Kempten (Allgäu). Da seine Vorgesetzten sich für seinen Verbleib in den Streitkräften einsetzten, wurde er auch bei deren Verkleinerung in die neue Reichswehr übernommen. Während der Zeit als Kompaniechef erhielt er den Spitznamen „Latschen-Nurmi“. Dies war eine Anspielung auf den finnischen Langstreckenläufer Paavo Nurmi (1897–1973) und sollte verdeutlichen, dass Kübler selbst bei Übungen im Gelände stets ausdauernd zu marschieren pflegte.
Zum 1. Oktober 1921 wurde Kübler versetzt und tat nunmehr Dienst in verschiedenen höheren Stäben. Zunächst wurde er vier Jahre lang im Truppenamt des Reichswehrministeriums verwendet. Daran schloss sich am 1. Oktober 1925 die Versetzung zum Stab des Gruppenkommandos 1 in Berlin an, bevor er am 1. Oktober 1927 zum Stab der 1. Division in Ostpreußen versetzt wurde, wo er als Lehrer für die Generalstabsausbildung fungierte. Erst am 1. Juni 1931 übernahm Kübler erneut das Kommando über ein Bataillon des 19. (Bayerisches) Infanterie-Regiments in München. Doch diese Tätigkeit endete bereits im September des folgenden Jahres. Danach trat er eine Stelle als Chef des Stabes des Generalkommandos VII in München an. Ab Oktober 1933 fungierte er zudem als Chef des Stabes der 7. (Bayerische) Division und erreichte bald den Rang eines Obersten.
Während der Tätigkeit im Stab des Generalkommandos pflegte Kübler engen Kontakt zur NSDAP, der SA und SS, was mit der neuen Rekrutierungspolitik der Reichswehr nach dem Antritt des nationalsozialistischen Reichswehrministers Werner von Blomberg (1878–1946) zusammenhing. Dieser betrieb die Gleichschaltung der deutschen Streitkräfte im Sinne des Nationalsozialismus und verfügte, dass bevorzugt Angehörige dieser Organisationen eingestellt werden sollten. Offiziell sollte die Reichswehr von deren vormilitärischer Ausbildung profitieren.
Mit der Aufrüstung der Wehrmacht, bei der das Heer auf 36 Divisionen anwuchs, wurde auch die Aufstellung neuer Gebirgsformationen beschlossen. Als Kadereinheit wurde am 1. Juni 1935 in München eine Gebirgsbrigade aufgestellt und Ludwig Kübler mit deren Kommando betraut. Kübler beteiligte sich somit maßgeblich an der Organisation dieses Großverbands. Er überwachte sowohl den Ausbau von deren Liegenschaften als auch die Ausbildung und Ausrüstung der angehörigen Soldaten. Schon hier zeigte sich seine rücksichtslose Einstellung gegenüber den eigenen Soldaten. So erklärte er nach einem Manöver gegenüber einem Zugführer, der seine Stellung geräumt hatte: „Es gibt mehrere Möglichkeiten der Abwehr. Wenn aber Verteidigung befohlen ist, so kämpft jeder Soldat in seiner Stellung, bis der Feind erledigt oder bis er selbst entweder erschossen, erstochen oder erschlagen ist.“
Da man sich an italienischen und schweizerischen Formationen orientierte, wurde Kübler im Herbst 1935 zu den Manövern der Schweizer Armee kommandiert. Küblers Brigade wurde bis zum Oktober 1937 auf u. a. drei volle Gebirgsjäger-Regimenter (Nr. 98, 99 und 100) und ein Gebirgs-Artillerie-Regiment 79 verstärkt. An der Spitze der Gebirgsbrigade beteiligte sich Kübler, seit Beginn des Jahres Generalmajor, ab 12. März 1938 am „Anschluss“ Österreichs. Bereits am 23. März begann nach der kampflosen Besetzung die Rückverlegung der Gebirgsbrigade nach Deutschland, welche danach am 1. April 1938 offiziell in 1. Gebirgs-Division umbenannt wurde. Noch im selben Jahr wurde Küblers Division zur Vorbereitung des „Fall Grün“, dem Angriff auf die Tschechoslowakei, während der Sudetenkrise erneut mobilgemacht und noch im September in Grenznähe verlegt. Vom 1. bis zum 12. Oktober 1938 besetzte die 1. Gebirgs-Division gemäß dem Münchener Abkommen einen Teil des Sudetengebietes und kehrte später in ihre Garnisonen zurück.

### Divisionskommandeur 1939–1940

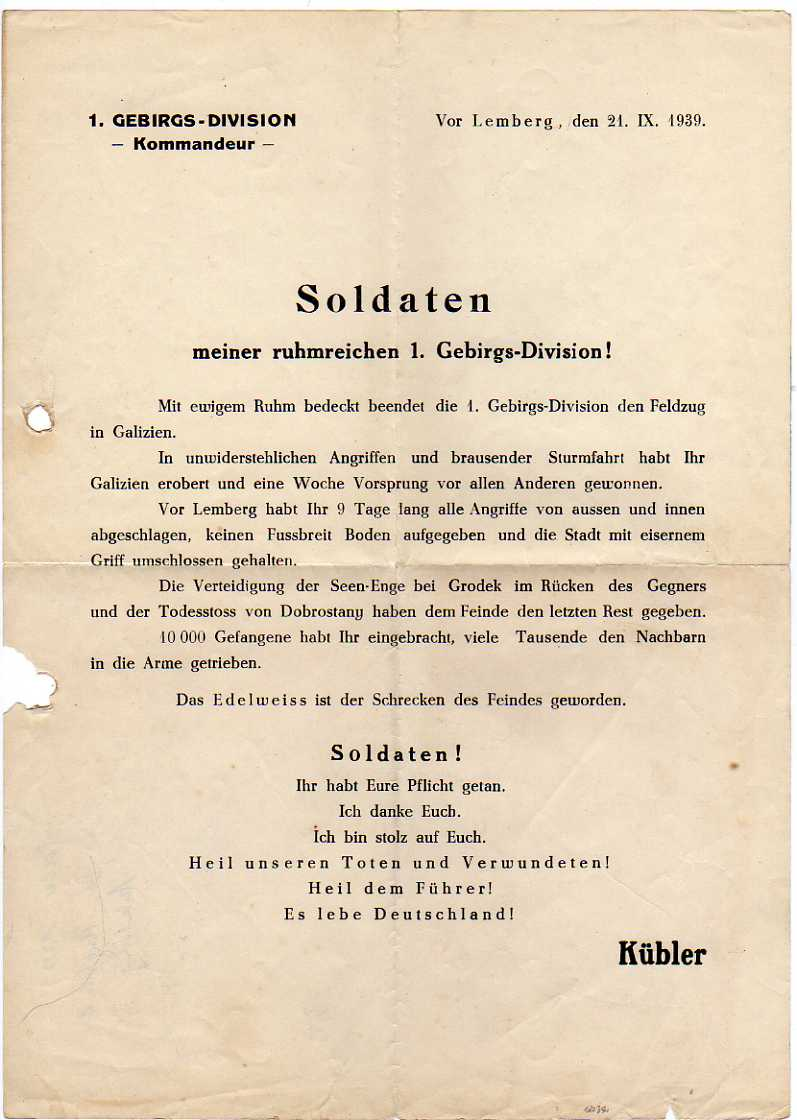
Tagesbefehl Ludwig Küblers an die Soldaten der 1. Gebirgs-Division nach der Schlacht bei Lemberg (September 1939)

Am 25. August 1939 erreichte die 1. Gebirgs-Division der Befehl zur Mobilmachung. Sie verließ ihre Garnisonen zwei Tage später und wurde per Bahntransport in den Osten der Slowakei verlegt, um von dort aus am Überfall auf Polen teilzunehmen. Die Division Küblers überschritt erst am 7. September 1939 die slowakisch-polnische Grenze mit dem Befehl, in Richtung Lemberg vorzustoßen und den polnischen Truppen somit den Rückzug nach Südosten zu versperren.
Der Vormarsch erfolgte unter ständigen Gefechten, während Kübler von seinen Soldaten verlangte, in „einem rücksichtslosen Vorwärtsdrang“ den Kontakt zum ausweichenden Gegner nicht abreißen zu lassen. Er befahl, „dort wo der Feind den Versuch macht, sich zu stellen, unter Ausnutzung des Motors seine Reihen ohne Rücksicht auf die Vorgänge links und rechts geradeaus kühn durchzubrechen, wo er sich hartnäckig wehrt, mit wohlgezielten Schüssen der weit vorne eingeteilten mot. Art. zu zermürben und im Angriff der Jäger zu zerschlagen“.
Nach dem Überschreiten des San befahl Kübler am 10. September die Bildung einer motorisierten Voraustruppe, welche die polnischen Verbände zu durchstoßen und nach Lemberg vorzudringen hatte, was später als „Sturmfahrt nach Lemberg“ bekannt wurde. Am späten Nachmittag des folgenden Tages erreichte die Voraustruppe ihr Ziel. Sie konnte die Stadt zwar nicht einnehmen, erstürmte aber die Höhen westlich und nördlich davon, bevor sie vom Rest der Division abgeschnitten wurde. In den folgenden Tagen wurden alle Teile der Division, besonders aber die Vorausabteilung unter dem Kommando des Obersten und späteren Generalfeldmarschall Ferdinand Schörner (1892–1973), von mehr als drei polnischen Divisionen angegriffen, welche versuchten, nach Südosten durchzubrechen. Trotz enormer Anstrengungen und außerordentlich hoher Verluste wurde Lemberg nicht eingenommen. Am 20. September flauten die Kämpfe ab, nachdem sowjetische Panzer vor der Stadt erschienen waren. Gemäß einem geheimen Zusatzprotokoll des Hitler-Stalin-Paktes wurde Lemberg der Roten Armee überlassen, und die Gebirgsjäger zogen sich wieder hinter den San zurück.
In den knapp zwei Wochen andauernden Kämpfen hatte die ursprünglich 17.000 Mann starke 1. Gebirgsjäger-Division unter Küblers Kommando 1402 Mann verloren. Davon waren 42 Offiziere, 69 Unteroffiziere und 313 Mannschaften gefallen. Damit entfielen knapp 5,5 % der gefallenen Offiziere beim Überfall auf Polen auf Küblers Division, welche vorläufig nicht mehr frontverwendungsfähig war. In den Reihen der Bataillons- und Regimentskommandeure regte sich Kritik wegen der hohen Verluste, für welche nach Oberst Schörner hauptsächlich Küblers „rücksichtslose Vorwärtstaktik“ verantwortlich war. Auch spätere Autoren kamen zu dem Schluss, dass dieses brutale und rücksichtslose Vorgehen mit erheblichen Risiken verbunden war und angesichts eines stärkeren, weniger angeschlagenen und resignierten Kontrahenten oder mit etwas weniger Glück zur Vernichtung der Division hätte führen können. In jener Zeit wurde in der Truppe für Kübler der Name „Bluthund von Lemberg“ geprägt und die „Sturmfahrt auf Lemberg“ erhielt den Beinamen „Langemark der Gebirgsjäger“.
Küblers störrisches Beharren auf seiner einmal getroffenen Entscheidung, Lemberg um jeden Preis einnehmen zu wollen, wurde vielfach kritisiert. Das sinnlose Anrennen gegen die befestigte Stadt eines längst besiegten Landes wurde als militärisch wenig sinnvoll erachtet. Dessen ungeachtet und der schweren eigenen Verluste zum Trotz zeichnete Hitler Ludwig Kübler am 27. Oktober 1939 mit dem Ritterkreuz des Eisernen Kreuzes aus, kurz darauf erfolgte seine Beförderung zum Generalleutnant.
Ab dem 10. Mai 1940 nahmen Kübler und die 1. Gebirgs-Division am Westfeldzug teil. Sie marschierten über Südbelgien und die Maas bis zum Oise-Kanal. Diesen überwand die Division am 5. Juni und drang mehr als 200 Kilometer vor. Auch hier zeigte Kübler Härte gegenüber seinen eigenen Soldaten. So wurde zum Beispiel ein Oberschütze namens Bachl schon wegen geringfügiger Vergehen zum Tode verurteilt und exekutiert, nachdem Kübler jedes Gnadengesuch abgelehnt hatte. Auch als der Regimentskommandeur des Gebirgsjägerregiments 99 meldete, dass bei einem Vorstoß über den Oise-Aisne-Kanal ein Halten des Brückenkopfes nicht möglich sei, befahl Kübler trotzdem den rücksichtslosen Angriff. Gleiches ereignete sich wenige Tage später an der Aisne im Bereich des Gebirgsjägerregiments 100, wo der Regimentskommandeur die Erschöpfung der Soldaten gegen einen Angriff angeführt hatte.
Nach der Unterzeichnung des Waffenstillstandsabkommens zwischen Frankreich und dem Deutschen Reich am 22. Juni 1940 wurde die Division schließlich in den Raum Arras–Calais–Dünkirchen verlegt, wo sie im Rahmen der 16. Armee für das „Unternehmen Seelöwe“, der geplanten Invasion der Britischen Inseln, vorgesehen war. Kübler wurde in dieser Zeit zum General der Infanterie befördert. Dies war der höchste Rang, den er je erreichen sollte – später wurde dieser lediglich in General der Gebirgstruppe umbenannt. Nachdem die Invasion abgesagt worden war, gab Kübler am 25. Oktober 1940 das Kommando über die 1. Gebirgs-Division an Generalmajor Hubert Lanz (1896–1982) ab und übernahm das XXXXIX. Gebirgs-Armeekorps als Kommandierender General.

### Korpskommandeur 1940–1941
In seiner neuen Funktion wurde Kübler vom Oberkommando der Wehrmacht eine besondere Rolle zugedacht: Er sollte an maßgeblicher Stelle das „Unternehmen Felix“ leiten. Das Unternehmen sah die Eroberung der britischen Festung Gibraltar vor. Zusammen mit Wolfram von Richthofen (1895–1945) arbeitete er die entsprechenden Pläne aus und hielt bis zum 7. Dezember 1940 mehrere Vorträge vor den höchsten Befehlshabern der Wehrmacht und vor Hitler persönlich. Die Operationspläne wurden von diesem gebilligt und Küblers Stab mit der Leitung beauftragt. Doch das Unternehmen, das am 10. Januar 1941 beginnen sollte, wurde im Dezember 1940 kurzfristig abgesagt.
Die folgenden Monate verbrachte Kübler wie auch der Stab des XXXXIX. Gebirgs-Armeekorps in Frankreich, wo es sich für das Unternehmen „Attila“ (Besetzung von Rest-Frankreich) bereithielt, bei dem das Korps Grenoble besetzen sollte. Die Planungsarbeiten wurden im März 1941 eingestellt, als das Korps an der südöstlichen Grenze des Deutschen Reiches bereitgestellt wurde, um am Krieg gegen Jugoslawien teilzunehmen. In der Nacht vom 8. auf den 9. April 1941 überschritt das Korps die Drau und stieß auf Bihać vor. Es kam nur zu wenigen Kämpfen, die nur 15 Mann Verluste, davon 6 Gefallene, forderten. Danach wurden das Korps und sein Befehlshaber in Kärnten einquartiert. Dort traf am 27. April 1941 Hitler ein. Er speiste mit Kübler und den Stabsoffizieren und äußerte der Gebirgstruppe gegenüber große Anerkennung. Nach einer kurzen Auffrischung am Wörthersee wurde der Verband in die Slowakei verlegt, wo er dem Stab der 17. Armee unterstellt wurde. In der Zeit vom 6. Mai bis zum 16. Juni 1941 bereitete Kübler intensiv den bevorstehenden Angriff gegen die Sowjetunion vor, wobei er selbst Geländeerkundungen vornahm. Danach erfolgte der Aufmarsch des Korps an der sowjetisch-deutschen Grenze.
Als am 22. Juni 1941 der Krieg gegen die Sowjetunion begann, stand Küblers XXXXIX. Gebirgs-Armeekorps (1. Gebirgs-Division, 68. Infanterie-Division, 257. Infanterie-Division und später 4. Gebirgs-Division) im Verband der Heeresgruppe Süd. Nach den Grenzkämpfen war es Küblers Korps, welches Lemberg am 30. Juni erneut einnahm. Dort hatte der NKWD tausende politischer Gefangener ermordet, woraufhin es in der ukrainischen Stadt in den folgenden Tagen zu einem Pogrom gegen die lokale jüdische Bevölkerung kam (vergleiche Hubert Lanz). Diese Ereignisse fanden in Küblers Verantwortungsbereich statt, ohne dass dieser gegen die Ausschreitungen vorging. In den nächsten Wochen durchbrach das Korps die Stalin-Linie und eroberte Winnyzja. Danach spielte Küblers Verband eine entscheidende Rolle in der Kesselschlacht bei Uman im Juli/August 1941. Kübler bemerkte später im Kreis von Angehörigen seines Stabes: „Diese Schlacht war die Krönung meines militärischen Lebens. Etwas größeres kann nicht mehr nachkommen.“ Danach marschierte das Korps durch die Nogaische Steppe im Norden des früheren Taurien (nicht zu verwechseln mit der Nogaier Steppe im Kaukasus) in das Donezbecken, wo es am 21. Oktober 1941 Stalino (seit 1962 Donezk) eroberte. Im November/Dezember wurde es jedoch von den sowjetischen Truppen am Mius in die Verteidigung gezwungen.
Während des Vormarschs fiel Kübler immer wieder durch drakonische Maßnahmen gegenüber der Zivilbevölkerung auf. So erließ er schon am 29. Juni 1941 einen in dieser Hinsicht bezeichnenden Befehl: „Die Meldung, daß Zivilisten in immer größerem Umfange auf den Schlachtfeldern plündern, häufen sich. Der Kommandierende General gibt daher, um dem zu begegnen, Befehl, daß alle erwachsenen zivilen Plünderer auf dem Schlachtfeld zu erschießen sind.“ Mit ebenfalls größter Härte reagierte Kübler auch im Raum Lemberg. Dort befahl der Stadtkommandant Oberst Karl Wintergerst in Küblers Auftrag:

„(1) Gewalttätigkeiten und Bedrohungen gegen Angehörige der Deutschen Wehrmacht und ihres Gefolges werden mit dem Tode bestraft. Sind die Täter nicht zu ermitteln, so werden an den festgenommenen Geiseln Repressalien verübt. (2) Wer nicht zu seinem Arbeitsplatz zurückkehrt oder seine Arbeit niederlegt, wird als Saboteur erschossen. (3) […] Personen, die russischen Soldaten und politischen Funktionären Unterschlupf gewähren, werden erschossen. (4) Sämtliche Schußwaffen sind […] bei der Miliz abzuliefern. Auf Verstößen steht die Todesstrafe.“

Nicht in allen Fällen wollten Küblers Vorgesetzte dieses Verhalten mittragen. Nach der Schlacht von Uman kam es zu einem Überfall sowjetischer Soldaten auf einen deutschen Krankentransport, wobei 19 Verwundete vorsätzlich getötet wurden. In Reaktion darauf schlug Kübler dem Befehlshaber der 17. Armee, General der Infanterie Carl-Heinrich von Stülpnagel (1886–1944), vor, alle gefangenen sowjetischen kommandierenden Generäle, Divisionskommandeure und Stabsoffiziere zu exekutieren. Einige Tage später schlug er vor, zukünftig sämtliche gefangenen sowjetische Generale zu erschießen, die er für den Widerstand der sowjetischen Soldaten verantwortlich machte, und diese Maßnahme über Flugblätter beim Gegner zu verkünden. Stülpnagel lehnte diese Ansinnen jedoch mit der Begründung ab, dass, wenn derartige Vergeltungsmaßnahmen bekannt würden, dies der „russischen Gräuelpropaganda gegenüber den eigenen Soldaten den Beweis für die Richtigkeit sowjetrussischer Behauptungen“ liefere, dass in Gefangenschaft geratene Soldaten von den Deutschen erschossen würden.
Lediglich Reinhold Klebe, ein ehemaliger Angehöriger des Stabes Küblers, versuchte später die oft angesprochene Brutalität und Härte des Generals zu relativieren. In der Vereinszeitschrift eines Traditionsverbandes, des „Kameradenkreises der Gebirgstruppe“, wies er darauf hin, dass Küblers Befehle nie einen Zusatz im Stil von „ohne Rücksicht auf Verluste“ oder „koste es was es wolle“ trugen. Außerdem habe Kübler beim Erhalt der Verlustliste nach der Schlacht von Uman Tränen in den Augen gehabt. Allerdings ist der Bericht Klebes allgemein recht positiv gehalten und kommt unter anderem zu der Feststellung, Kübler sei kein „Gefolgsmann Hitlers“ gewesen. Darin ist auch zu lesen, dass Kübler schon 1939 in Polen einen Offizier vor das Kriegsgericht stellen ließ, weil dieser nicht eingegriffen hatte, als SS-Einheiten Juden in eine Synagoge gesperrt und diese dann in Brand gesteckt hatten. Auch den Kommissarbefehl habe Kübler nicht an seine Divisionen weitergeben lassen. In der übrigen zur Verfügung stehenden Literatur findet sich für diese Aussagen jedoch keine Bestätigung.

### Armeebefehlshaber 1941–1942
Durch die Erfolge seines Korps erregte Kübler erneut die Aufmerksamkeit des Führerhauptquartiers, allerdings nicht ganz ohne eigenes Zutun. Er verfasste einen Bericht über die Kämpfe bei Uman, in dem er seine eigene Rolle besonders hervorhob („Gefechtsbericht des XXXXIX. (geb.) A.K. über die Verfolgungskämpfe aus dem Raum Winnica bis zur Einkreisung des Feindes im Raum Podwyssokoje“). Diesen Bericht schickte er direkt an das Führerhauptquartier und andere höhere Dienststellen, allerdings ohne das Armeeoberkommando der 17. Armee (AOK 17), dem sein Korps unterstand, davon zu unterrichten. Dieses erfuhr erst im Dezember 1941 durch Zufall von der Existenz des Berichtes und stellte im Nachhinein erhebliche Abweichungen von den Kriegstagebüchern der Armee und anderer beteiligter Verbände fest.
Im Rahmen des Angriffs auf Moskau war es inzwischen zu einer ernsten Krise im Bereich der Heeresgruppe Mitte gekommen, nachdem die Rote Armee ab dem 5. Dezember 1941 zur allgemeinen Gegenoffensive angetreten war. Hitler reagierte mit einer Reihe von personellen Maßnahmen, wie der Entlassung einiger hoher Frontkommandeure. So löste er am 19. Dezember 1941 auch Generalfeldmarschall Fedor von Bock (1880–1945) als Befehlshaber der Heeresgruppe Mitte ab und ersetzte ihn durch Generalfeldmarschall Günther von Kluge (1882–1944), der bisher die 4. Armee befehligt hatte. Als Nachfolger für die vakante Dienststelle als Befehlshaber der 4. Armee war eigentlich der Befehlshaber der Panzergruppe 3, General Georg-Hans Reinhardt (1887–1963), vorgesehen, doch konnte dieser aufgrund widriger Wetterbedingungen nicht ins Operationsgebiet der Armee gelangen. Daraufhin ernannte Hitler überraschend Kübler zum neuen Befehlshaber der 4. Armee. Das Kommando über das XXXXIX. Gebirgs-Armeekorps wurde General Rudolf Konrad (1891–1964) übergeben. Aufgrund seiner bisherigen Laufbahn und seiner Unnachgiebigkeit gegenüber den eigenen Soldaten erschien Kübler in Hitlers Augen als besonders geeignet, den Befehl zum unbedingten Halten der Frontlinie umzusetzen. Außerdem hatten sowohl der Befehlshaber der 17. Armee, General der Infanterie Stülpnagel, als auch der Befehlshaber der 1. Panzerarmee Generaloberst von Kleist (1881–1954) Kübler die Fähigkeit zum Führen von Armeen bescheinigt. Nur General der Infanterie Erich von Manstein (1887–1973) hatte sich bereits im Oktober skeptisch geäußert.
Kübler selbst sah sich außerstande, diesen Posten zufriedenstellend auszufüllen. Kübler, der es gewohnt war, schnelle Erfolge zu erringen, indem er den Gegner vor sich her trieb, sah sich nun einer gänzlich anderen militärischen Situation gegenüber. Im Winter 1941/42 war es nicht mehr die Wehrmacht, welche die Aktionen bestimmte und agierte, sie reagierte nur noch auf den Gegner, was einen völlig anderen Führungsstil erfordert hätte. Nachdem Kübler erst in der Nacht vom 26. zum 27. Dezember im Hauptquartier der Armee eingetroffen war, meldete er bereits am 8. Januar 1942, dass nur eine „großräumige Rückverlegung“ die 4. Armee vor einer Einkesselung bewahren könne. Am 13. Januar schrieb er erneut: „Ich muß meine Person völlig in die Waagschale werfen, es bleibt nichts anderes als Räumung.“ Auch für seine Umgebung war Küblers Unvermögen sichtbar. Generaloberst Franz Halder (1884–1972) notierte in sein Tagebuch: „Er fühlt sich der Aufgabe nicht gewachsen.“ Frustriert schickte Kübler auch pessimistische Briefe an seine Frau in München, welche daraus im Generalkommando der Stadt kein Geheimnis machte. Dort fasste General von Waldenfels diese Äußerungen als eine dienstliche Angelegenheit auf und meldete sie weiter, sodass schon bald auch Hitler davon Kenntnis erhielt. Daraufhin befahl Hitler Kübler zu einem Vortrag ins Führerhauptquartier. Diese Unterredung am 20. Januar endete damit, dass Kübler „bis zur Wiederherstellung seiner Gesundheit“ das Kommando an General der Infanterie Gotthard Heinrici (1886–1971) abgeben sollte. Bereits am folgenden Tag wurde der General von seinem Kommando entbunden und in die „Führerreserve“ versetzt.
Generalfeldmarschall von Kluge hielt Kübler für überfordert mit der Führung einer Armee und notierte am 29. Januar 1942:

„General Kübler […] aus gänzlich anderen – einfach gelagerten – Verhältnissen zu seiner Armee [kam], die in schwieriger Lage war und auch darin blieb. Nicht vertraut mit der Kampfführung und den besonders schwierigen Verhältnissen wurde es ihm schwer, auf seine unterstellten Korpsführer so einzuwirken, wie es der höchste Befehl und die Lage erforderten. Obgleich persönlich ein harter Mann, besonders gegen sich selbst, hatte er Hemmungen, die untere Führung im Sinne der klar ausgesprochenen obersten Willensmeinung so zu beeinflussen […] Er litt unter dieser Tatsache, die letzten Endes damit zusammenhing, daß sein Glaube an das Gelingen seiner Aufgabe nur gering war.“

### Ohne Dienststelle und Wiederverwendung
Wie es sein Biograph Roland Kaltenegger formulierte, gehörte Kübler nunmehr zu „jener abgehalfterten Generalsgarde, die bereits auf dem Abstellgleis standen“. Nach seiner Enthebung zog sich Kübler zu seiner Familie nach München zurück, wo er eine Dienstwohnung in der Winzererstraße 54 besaß. Der General war verbittert und verließ die Wohnung nur selten. Ab 1943 schrieb er jedoch immer wieder Briefe an das Heerespersonalamt, in denen er um ein neues Kommando ersuchte.
Erst nach anderthalb Jahren wurde dem Ersuchen stattgegeben. Hitler wollte den General nicht mehr mit dem Kommando über eine Armee betrauen, doch am 22. Juli 1943 stimmte er der Ernennung Küblers zum „Kommandierenden General der Sicherungstruppen und Befehlshaber im Heeresgebiet Mitte“ zu. Dort lag seine Aufgabe vor allem in der Bekämpfung von Partisanen. Nach Ansicht seines Biographen Roland Kaltenegger war Kübler entschlossen, die Schmach von Moskau vergessen zu machen und nunmehr jeden Befehl auch mit größter Härte durchzusetzen. Im August kam für Kübler die Gelegenheit zur Rehabilitierung, als es den von ihm kommandierten Verbänden (286., 203. und 221. Sicherungs-Division) gelang, in mehreren Unternehmen den sowjetischen Partisanenverband „Polk Grischin“ aufzureiben. Auch hier zeichnete er sich erneut durch Härte und drakonische Maßnahmen aus.

### Befehlshaber im „Adriatischen Küstenland“
Am 10. Oktober 1943 wurde Kübler zum Befehlshaber der neu gebildeten „Operationszone Adriatisches Küstenland“ ernannt, welche dem Kommando der Heeresgruppe B (später Stab des „Oberbefehlshabers Südwest“) unterstand. Die Operationszone war nach dem Kriegsaustritt Italiens eingerichtet worden und umfasste die Provinzen Udine, Gorizia, Trieste, Pula, Rijeka sowie die Gebiete Jugoslawiens Ljubljana, Susak und Bakar. Der General führte das Kommando über alle Wehrmachttruppen in diesem Raum. Seine Kompetenzen waren denen eines Wehrkreisbefehlshabers vergleichbar. Weil seinen Verbänden in der Partisanenbekämpfung jedoch die entscheidende Rolle zukam, ging sein Einfluss bald darüber hinaus. Die Verwaltung der Operationszone in allen zivilen Angelegenheiten oblag dem Chef der Zivilverwaltung Friedrich Rainer mit dem Titel als „Oberster Kommissar“. Auch der Höhere SS- und Polizeiführer in Triest Odilo Globocnik (1904–1945) beanspruchte Kompetenzen für sich.
Die vorrangige Aufgabe Küblers lag neben dem Küstenschutz in der Bekämpfung von italienischen, kroatischen und slowenischen Partisanen. Bereits in einem Befehl des Oberkommandos der Wehrmacht (OKW) vom 25. September 1943 war die „schonungslose“ Bekämpfung der starken Partisanengruppen im „Adriatischen Küstenland“ als vorrangige Aufgabe festgehalten worden. Die Kämpfe erwiesen sich jedoch bald als ineffektiv und sehr verlustreich. Ein deutscher Dienstbericht bemerkte dazu: „Die Säuberung des Landes durch die Wehrmacht ist nur teilweise und unvollkommen gelungen, vor allen Dingen deshalb, weil nach der Freikämmung der Räume die erforderlichen Polizeikräfte fehlten, um das Land fest in die Hand zu nehmen […] Zahlreiche Einzelunternehmungen der Wehrmacht und der Polizei haben immer nur vorübergehend örtliche Besserungen der Lage erreichen können.“ Zwischen dem 1. Januar und dem 15. Februar 1944 ereigneten sich im „Adriatischen Küstenland“ 181 Überfälle auf die Wehrmacht, bei denen 503 Soldaten (darunter drei Kommandeure) getötet wurden. Vor diesem Hintergrund gab Kübler am 24. Februar 1944 einen Korpsbefehl aus, in dem er die nun geltenden Richtlinien für die „Bandenbekämpfung“ erläuterte. Da gerade dieser Befehl später zur Verurteilung Küblers als Kriegsverbrecher führte, ist er hier auszugsweise wiedergegeben.
Korpsbefehl Nr. 9 vom 24. Februar 1944
II. Das ist ein Großkampf auf Befehl der Feindmächte. […]
IV. Da gibt es nur Eines:

Terror gegen Terror,

Auge um Auge,

Zahn um Zahn! […]
V/6) Im Kampf ist alles richtig und notwendig, was zum Erfolg führt. Ich werde jede Maßnahme decken, die diesem Grundsatz entspricht.
V/7) […] Gefangene Banditen sind zu erhängen oder zu erschießen. Wer die Banditen durch Gewährung von Unterschlupf oder Verpflegung, durch Verheimlichung ihres Aufenthaltes oder sonst durch irgendwelche Maßnahmen freiwillig unterstützt, ist todeswürdig und zu erledigen. […]
V/10) Kollektivmaßnahmen gegen Dörfer usw. dürfen nur im unmittelbaren örtlichen und zeitlichen Zusammenhang mit Kampfhandlungen und nur von Offizieren vom Hauptmann aufwärts verhängt werden. Sie sind am Platz, wenn die Einwohnerschaft in ihrer Masse die Banden freiwillig unterstützt hat. Die Kampfanweisung für die Bandenbekämpfung im Osten gilt in ihren Grundsätzen auch für die Operationszone des Armeekorps. […]
Dass im Kampf bisweilen auch Unschuldige mit Gut und Blut unter die Räder kommen, ist bedauerlich, aber nicht zu ändern. Sie mögen sich bei den Banden bedanken. Nicht wir haben den Bandenkrieg eröffnet. […]
Mehr hier aufzuführen, was vorgeschrieben, erlaubt oder verboten ist, erübrigt sich. Im dritten Jahr des Bandenkrieges weiß ohnehin jeder Führer, was sich gebührt. […]
Handelt danach!

gez. Kübler

General der Gebirgstruppen
Dieser Befehl ist bis zu den Kompanien zu verteilen.

Seine Grundsätze sind allen Offizieren, Uffz. und Mannsch. immer wieder einzuhämmern.
Der Hinweis auf die „Kampfanweisung für die Bandenbekämpfung im Osten“ (RHD 6/69/1) vom November 1942, die nicht nur für das „Adriatische Küstenland“ galten, hatte weitreichende Konsequenzen. In ihr hieß es, dass bei der Bekämpfung von Partisanen Rücksichten „unverantwortlich“ seien, dass schon „die Härte der Maßnahmen und die Furcht vor den zu erwartenden Strafen“ die Bevölkerung von einer Unterstützung des Widerstandes abhalten sollten, sowie dass gegen Dörfer, die Partisanen unterstützt hatten, Kollektivstrafen anzuwenden seien, die bis zur „Vernichtung des gesamten Dorfes“ gehen konnten. Selbst die einschränkende Formulierung Küblers, die Anweisung gelte nur in „ihren Grundsätzen“ war nach dessen eigener Aussage ein Zugeständnis an einen Einspruch des Obersten Kommissars Rainer. Insgesamt stellte der Korpsbefehl für die Befehlsempfänger eine Blankovollmacht dar, die geeignet war, ihre Hemmungen abzubauen und ihnen Rückendeckung zu versichern. Kübler lehnte sich dabei offensichtlich an einen Führerbefehl vom 16. Dezember 1942 an, in dem es bereits geheißen hatte: „Die Truppe ist daher berechtigt und verpflichtet, in diesem Kampf ohne Einschränkungen auch gegen Frauen und Kinder, jedes Mittel anzuwenden, wenn es nur zum Erfolg führt. Rücksichten, gleich welcher Art, sind ein Verbrechen gegen das deutsche Volk […] Kein in der Bandenbekämpfung eingesetzter Deutscher darf wegen seines Verhaltens im Kampf gegen die Banden und ihre Mitläufer disziplinarisch oder kriegsgerichtlich zur Rechenschaft gezogen werden.“
Im gesamten ehemals italienischen Machtbereich im besetzten Jugoslawien gingen die deutschen Besatzungstruppen mit großer Härte gegen Widerstandsbewegungen vor. Mittel waren standrechtliche Erschießungen, Zerstörungen von Häusern und ganzen Ortschaften, die der Unterstützung von Partisanen verdächtigt wurden, Geiselnahmen und Erschießung von Geiseln sowie die Exekution von „Sühneopfern“ für getötete deutsche Soldaten. Kübler tat sich dabei dermaßen hervor, dass er schon bald von seinen eigenen Truppen als „Adriaschreck“ bezeichnet wurde.
Tatsächlich intervenierte der „Oberste Kommissar“ Rainer auch gegen die angedrohten Formen der Kollektivstrafen, da er befürchtete, diese Maßnahmen würden den Partisanen Zulauf und den Deutschen einen beträchtlichen Prestigeverlust verschaffen. Kübler musste den Korpsbefehl am 14. März 1944 dahingehend ändern, dass Kollektivmaßnahmen nur noch mit seiner Zustimmung durchgeführt werden dürften. Weiterhin versprach er Rainer, dass er zuvor auch dessen Zustimmung einholen würde. Aber auch darüber hinaus gerieten Kübler und Rainer immer wieder aneinander. Am 19. Mai 1944 erließ der „Oberste Kommissar“ eine Amnestie für Partisanen, die sich den deutschen Truppen ergaben. Zuvor hatte man solche Überläufer regelmäßig hingerichtet, was dazu führte, dass Partisanen nicht mehr überliefen, sondern bis zum Ende kämpften. Kübler war verärgert, weil diese Maßnahme nicht mit ihm abgesprochen worden war. Sie nahm deutschen Truppenführern die Möglichkeit, in besonderen Situationen selbst Partisanen mit einem Amnestieversprechen zur Aufgabe zu bewegen. Durch die Einflussnahme Küblers und seines Stabes wurden die Bestimmungen der Amnestie derart geändert, dass sie nicht mehr auf deutsche Fahnenflüchtige oder auf diejenigen anwendbar war, die deutsche Soldaten getötet hatten. Letztere sollten von ordentlichen Gerichten wegen Mordes verurteilt werden.
Allein bei der Zentralen Stelle der Landesjustizverwaltungen zur Aufklärung nationalsozialistischer Verbrechen (ZStLJV) sind fünfzig Fälle nationalsozialistischer Gewaltaktionen in der „Operationszone Adriatisches Küstenland“ aktenkundig, für die Kübler die truppendienstliche Verantwortung trägt. Diese führten jedoch nicht zu Gerichtsverfahren, weil Kübler als Hauptverantwortlicher schon 1947 hingerichtet wurde.

### Gefangennahme und Hinrichtung

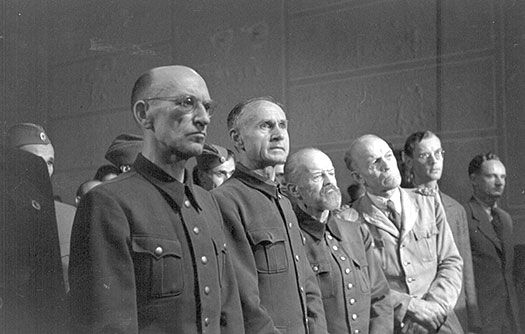
Ludwig Kübler (3. von rechts) und Mitangeklagte im Juli 1947 vor dem Militärgericht; links neben ihm Hans von Hößlin (mit Bart), rechts Helmut Glaser und Friedrich Rainer

Am 28. September 1944 wurde der Stab Küblers aus „politischen Gründen“ in Generalkommando LXXXXVII. Armeekorps umbenannt, aus dem Befehlsbereich Südwest ausgegliedert und dem Befehlsbereich Südost unterstellt. Ab dem Februar 1945 kam es zu heftigen Rückzugskämpfen zwischen Wehrmacht und Partisanenverbänden. Kübler erhielt vom Oberbefehlshaber Südost Generaloberst Alexander Löhr (1885–1947) den Befehl, die Hafenstadt Rijeka möglichst lange zu verteidigen. Obwohl die Stellung im Norden und Süden von gegnerischen Truppen umgangen wurde und die Unterführer auf die Möglichkeit der Einkesselung hinwiesen, beharrte Kübler auf seinem Auftrag. Erst am 1. Mai 1945 befahl Kübler den Durchbruch nach Norden, um die Reichsgrenze zu erreichen – zu spät, wie sich herausstellte. Küblers Korps wurde im Raum Triest von der jugoslawischen Volksbefreiungsarmee eingeschlossen. Kübler selbst soll nach Aussage des Regimentskommandeurs Carl Schulze während der folgenden aussichtslosen Kämpfe einen Nervenzusammenbruch erlitten haben. Bereits am 5. Mai war die Erlaubnis des Oberbefehlshabers Südost eingegangen, Kapitulationsverhandlungen aufzunehmen. Diese begannen am 6. Mai. Am selben Tag wurde Kübler verwundet und Generalleutnant Hans von Hößlin übernahm an seiner Stelle das Kommando. Hößlin kapitulierte am 7. Mai 1945 unter der Bedingung, dass die deutschen Soldaten bis Ende 1945 in die Heimat entlassen würden.
Küblers Verwundung resultierte aus gegnerischem Granatbeschuss, der seine rechte Gesichtshälfte aufriss. In der Folge gab er seinen Burschen als Assistenzarzt aus, um der Verfolgung durch die Partisanen zu entgehen. Allerdings wurden beide durch einen Slowenen verraten und nach Rijeka verbracht. Dort lag der General mehrere Tage in einem Lazarett. Am 12. Mai, kurz nach der bedingungslosen Kapitulation, erklärte die jugoslawische Seite denjenigen Passus der Kapitulationsvereinbarung für nichtig, der die Entlassung der deutschen Truppenteile vorsah, und schickte die deutschen Kriegsgefangenen in „Sühnemärschen“ in Kriegsgefangenenlager. Auch Kübler nahm an diesen Fußmärschen teil, bis er im Juli 1945 im Donau-Generalslager in Belgrad eintraf. Dort verbrachte er die nächsten zwei Jahre unter schwerer Bewachung.
Zwischen dem 10. und dem 19. Juli 1947 fand vor dem Militärgericht der jugoslawischen 4. Armee in Ljubljana der Prozess gegen 14 deutsche Besatzungsfunktionäre statt, zu denen neben Gauleiter Friedrich Rainer, dem Sipo- und SD-Kommandeur Josef Vogt, SS-Sturmbannführer Helmut Glaser und weiteren Polizei- und Verwaltungsführern auch General Kübler, sein Stellvertreter Hans von Hößlin und ein weiterer Wehrmachtsoffizier gehörten. Kübler wurde selbst durch seine ehemaligen Unterführer und Stabsoffiziere belastet. Am 17. Juli wurde er wegen „strafbarer Handlungen gegen Volk und Staat“ zum Tode durch den Strang verurteilt. Nach Ablehnung seines Gnadengesuches wurde er am 18. August 1947 in Ljubljana hingerichtet, genau wie wenige Monate zuvor sein Bruder, Generalleutnant Josef Kübler (1896–1947).

## Kontroverse in der Bundesrepublik
In Deutschland erhielt Küblers Familie keine Nachrichten über das Schicksal des Generals, sodass dessen Frau Johanna noch 1948 versuchte, Fürsprecher für ihren Mann zu finden. Allerdings fand sich kaum jemand, der diese Aufgabe übernehmen wollte. In den ersten Jahren der Bundeswehr überließ es das Bundesministerium für Verteidigung den Truppenteilen, über die Benennung ihrer Liegenschaften selbst zu entscheiden. Aufgrund von deren Initiativen wurde eine Reihe von Kasernen nach ehemaligen hitlertreuen Wehrmachtsoffizieren benannt. „Die Tatsache, dass unter diesen Offizieren Antisemiten, bekennende Nationalsozialisten der ersten Stunde und Kriegsverbrecher waren, war den verantwortlichen Truppenkommandeuren entweder nicht hinreichend bekannt oder hatte, was eher zu vermuten ist, für sie kein großes Gewicht.“ So wurde 1964 auch die „Pionier-Kaserne“ (ehemalige „Ludendorff-Kaserne“) in Mittenwald in „General-Kübler-Kaserne“ umbenannt. Verantwortlich dafür war General Georg Gartmayr, ehemaliger Kommandeur der 1. Gebirgsdivision der Bundeswehr. Dieser hatte von Oktober 1939 bis Mai 1940 Küblers Stab angehört und beantragte diese Benennung beim Bundesministerium für Verteidigung. Als Organisator der deutschen Gebirgstruppe im Zweiten Weltkrieg wurde (und wird) Kübler in den Traditionsverbänden gewürdigt. In Landser-Romanen des ehemaligen Gebirgsjägers Alex Buchner wird der General bis heute glorifiziert. Zum dreißigjährigen Jubiläum der 1. Gebirgsdivision der Bundeswehr am 17. Februar 1986 ließ Franz Josef Strauß verlauten: „Für die Deutsche Gebirgstruppe war General Ludwig Kübler als Mensch und als Soldat ein Vorbild. Ihm hat die Truppe bis auf den heutigen Tag viel zu verdanken.“
Im Februar 1988 forderte die katholische Friedensbewegung Pax Christi die Umbenennung der „Generaloberst-Dietl-Kaserne“ in Füssen (heutige Allgäu-Kaserne) und der „General-Kübler-Kaserne“. Das Bundesverteidigungsministerium (Führungsstab der Streitkräfte) weigerte sich jedoch, entsprechende Beschlüsse des Petitionsausschusses umzusetzen. Das wurde unter anderem damit begründet, dass die betroffene Bevölkerung und die Soldaten eine Beibehaltung der Namen befürworteten. Erschwert wurde die frühe Debatte dadurch, dass es keinerlei kritische Publikationen zur Person Küblers gab und die jugoslawischen Akten zu seinem Strafprozess unzugänglich waren. An letzterem Punkt hat sich bis 2008 nichts geändert. 1993 und 1994 erschienen zwei Bücher des Publizisten und Journalisten Roland Kaltenegger, in welchen dieser die Person Küblers erstmals außerhalb der Traditionsverbände der Gebirgsjäger einem größeren Publikum bekannt machte und auf dessen drakonische Maßnahmen hinwies. Im Jahre 1995 erschien ein Buch des Gründers und Sprechers der „Initiative gegen falsche Glorie“ Jakob Knab, in dem er sich auf die Bücher Kalteneggers bezog und das Problem anprangerte: „Eine wahrhaft skandalöse Verknüpfung des Kriegsverbrechers Kübler mit der Vorbereitung auf weltweite Kampfeinsätze.“
Im Sommer 1995 brachte der SPD-Abgeordnete Hans Büttner einen formellen Antrag in den Bundestag ein, in dem er im Namen von 85 Abgeordneten eine Umbenennung der fraglichen Kasernen forderte. Auch die FDP-Fraktion schloss sich dem Antrag an und Verteidigungsminister Volker Rühe (CDU) geriet, vor allem angesichts des zu erwartenden Bundeswehreinsatzes in Jugoslawien (siehe Auslandseinsätze der Bundeswehr), zunehmend unter Druck. Der stark emotionale Streit war auch davon beeinflusst, dass bislang keine Biografie über Kübler existierte und somit nur mangelnde Informationen über ihn vorlagen. Um Abhilfe zu schaffen, gab Rühe beim Militärgeschichtlichen Forschungsamt der Bundeswehr eine Studie in Auftrag. In der Schlussbetrachtung resümiert der Autor der Studie:

„In seinem Ehrgeiz, daß die ihm unterstellten Truppen die besten von allen Wehrmachtsverbänden zu sein hätten, ging er weit über die Ziele hinaus, die bei einem großzügigen Maßstab noch zu vertreten sind. Mit der äußerst ehrgeizigen Absicht, immer an der Spitze des Angriffs zu kämpfen, trieb er seine Truppen ohne Rücksicht auf personelle Verluste an und erweckte damit den starken Eindruck der menschenverachtenden Brutalität und eines Hasardeurs. Diese Impression verstärkt sich noch, wenn seine Einstellung zum Gegner betrachtet wird, wie dies in seinen Forderungen nach Repressalien im Rußlandfeldzug und der Partisanenbekämpfung zum Ausdruck kommt […] Nach diesen besonders negativen Merkmalen in seinem Persönlichkeitsbild ist auch die politische Auffassung des Generals geprägt von einer äußerst positiven Einstellung zum Nationalsozialismus.“

Sein Vorschlag, im Anschluss an die Kesselschlacht bei Uman 1941, als Vergeltung für die Tötung 19 deutscher Soldaten sämtliche gefangenen sowjetischen kommandierenden Generäle, Divisionskommandeure und Stabsoffiziere zu erschießen, wurde darin als unmissverständliche Aufforderung zu einem Kriegsverbrechen gewertet, die eindeutig gegen die Bestimmungen der Haager Landkriegsordnung verstieß, ebenso wie sein Korpsbefehl Nr. 9 vom 24. Februar 1944. Nachdem dieses wenig schmeichelhafte Gutachten vorlag, verfügte der Verteidigungsminister am 9. November 1995 die Umbenennung der „General-Kübler-Kaserne“ in „Karwendel-Kaserne“. Dies geschah gegen den erbitterten Widerstand des so genannten Kameradenkreises der Gebirgstruppe, der eigens eine Unterschriftenaktion gegen die Umbenennung organisierte, an der sich Tausende seiner Mitglieder und Unterstützer beteiligten. Drei Jahre später, 1998, erschien die erste und (neben der Studie des MGFA) bislang einzige Biografie Ludwig Küblers, wiederum aus der Feder Roland Kalteneggers. Diese erreichte jedoch keine wissenschaftliche Höhe, sodass die Feststellung aus der Studie des MGFA, dass eine kritische Biografie noch ausstehe, weiterhin gültig bleibt.